# Eremophila campanulata
Eremophila campanulata är en flenörtsväxtart som beskrevs av Chinnock. Eremophila campanulata ingår i släktet Eremophila och familjen flenörtsväxter. Inga underarter finns listade i Catalogue of Life.